# 공갈
공갈(恐喝, extortion)은 재산상의 불법적인 이익을 얻기 위하여 다른 사람을 협박하는 일이다. 사람을 공갈하여 재물의 교부를 받거나, 재산상의 이익을 얻거나, 또는 제3자로 하여금 재물의 교부를 받게 하거나 재산상의 이익을 얻게 하는 범죄이다.(대한민국 형법 제350조) 10년 이하의 징역이나 2천만원 이하의 벌금에 처한다(350조). 본죄의 보호법익은 재산권 및 자유권이다. 재물은 동산·부동산을 불문하며, 재산상의 이익이란 채무의 면제, 노무의 제공 등을 말한다. 수단이 기망이 아니라 공갈이라는 점에서 사기죄와 구별되나 상대방의 교부행위·처분행위가 비록 하자는 있으나 임의적이라는 점에서 사기죄와 동일하다. '공갈'이란 재물 또는 재산상의 이익을 공여(供與)하게 하는 수단으로서 행하여지는 협박을 말한다. 협박은 상대방의 반항을 억압하지 않는 정도의 것으로서 협박죄에서의 협박과 동일한 개념이며, 그 협박의 정도가 반항을 억압할 정도에 이른 때에는 공갈이 아니라 강도가 된다. 협박의 내용인 해악의 내용에는 제한이 없으며, 통고된 사실의 진위(眞僞),실현 가능성의 유무(다만 상대방에게는 실현가능함을 가장해야 한다)를 불문한다. 또 해악의 통고는 명시적임을 요하지 않는다. 자기의 성행(性行)·경력·지위 등의 위세(威勢)의 이용도 공갈의 수단으로 될 수 있다. 해악통고의 상대방은 피공갈자 또는 그 친족에 한하지 않으며, 제3자에 의한 가해행위를 통고하는 것도 협박으로 될 수 있다. 폭행도 공갈의 한 방법이라는 견해가 있다. 공갈행위에 의하여 상대방이 공포심을 일으킨 결과로 하자 있는 의사에 기하여 재물의 교부 기타의 재산적 처분을 하였음을 필요로 하며(따라서 인과관계가 없으면 미수가 된다)재산상의 피해자와 피공갈자가 반드시 동일인임을 요하지 않는다. 그리고 본죄의 성립에는 피해자에게 재산상의 손해가 발생하였음을 요하지 않는다. 재물의 교부를 받거나 재산상의 이익을 취득할 정당한 권리가 있는 경우에는 단지 그 공갈의 수단에 관하여 협박죄 또는 폭행죄가 문제될 뿐이다.

## 판례
- 공무원이 직무집행의 의사 없이 또는 직무처리와 대가적 관계없이 타인을 공갈하여 재물을 교부하게 한 경우에는 공갈죄만이 성립하고, 이러한 경우 재물의 교부가 공무원의 해악의 고지로 인하여 외포의 결과 재물을 교부한 것이라면 교부자는 공갈죄의 피해자가 될 것이고 뇌물공여죄는 성립될 수 없다고 하여야 할 것이다[2].
- 공범자가 공갈행위의 실행에 착수한 후 그 범행을 인식하면서 그와 공동의 범의를 가지고 그 후의 공갈행위를 계속하여 재물의 교부나 재산상 이익의 취득에 이른 때에는 공갈죄의 공동정범이 성립한다.[3]
- 甲이 기자행세를 하면서 주점 객실에서 나체쇼를 한 주점 접대부 乙을 고발할 것처럼 데리고 나와 여관으로 유인한 다음 겁에 질려있는 乙의 상태를 이용하여 동침하면서 1회 성교한 것은 매음대가의 지급을 면하였다고 볼 수 없어 공갈죄의 죄책을 지지 않는다.[4]
- 공갈죄는 재산범으로서 그 객체인 재산상 이익은 경제적 이익이 있는 것을 말하는 것인바, 일반적으로 부녀와의 정부 그 자체는 이를 경제적으로 평가할 수 없는 것이므로 부녀를 공갈하여 정교를 맺었다고 하여도 특단의 사정이 없는 한 이로써 재산상 이익을 갈취한 것이라고 볼 수는 없는 것이며, 부녀가 주점접대부라 할지라도 피고인과 매음을 전제로 정교를 맺은 것이 아닌 이상 피고인이 매음대가의 지급을 면하였다고 볼 여지가 없으니 공갈죄가 성립하지 아니한다.[5]
- 공무원이 직무집행의 의사로 당해 직무와 관련하여 공갈하여 재물을 교부받으면 수뢰죄와 공갈죄의 상상적 경합이 되고(대판 1966. 4. 6, 66도12), 공무원에게 직무집행의 의사가 없거나 직무처리에 대한 대가적 관계가 없으면 공갈죄만 성립한다. 즉 공무원이 직무집행의 의사가 없거나 직무처리와 대가적 관계없이 타인을 공갈하여 재물을 교부하게 한 경우는 공갈죄만 성립하고, 이러한 경우 재물의 교부자가 공무원의 해악의 고지로 인하여 외포의 결과 금품을 제공한 것이라면 그는 공갈죄의 피해자가 될 것이고 뇌물공여죄는 성립될 수 없다.[6]
- 부동산에 대한 공갈죄는 그 부동산에 관하여 소유권이전등기를 경료받거나 또는 인도를 받은 때에 기수로 되는 것이고, 소유권이전등기에 필요한 서류를 교부받은 때에 기수로 되어 그 범행이 완료되는 것은 아니다.[7]
- A가 甲의 돈을 절취한 다음 다른 금전과 섞거나 교환하지 않고 쇼핑백에 넣어 자신의 집에 숨겨두었는데 乙이 甲의 지시를 받아 A에게 겁을 주어 쇼핑백에 들어 있던 절취된 돈을 교부받았다고 하더라도 乙에게 공갈죄가 성립하지 않는다.[8]
- 공갈죄의 대상이 되는 재물은 타인의 재물을 의미하므로, 사람을 공갈하여 자기의 재물을 교부받는 경우에는 공갈죄가 성립하지 아니한다. 금전을 도난당한 경우 절도범이 절취한 금전만 소지하고 있는 때 등과 같이 구체적으로 절취된 금전을 특정할 수 있어 객관적으로 다른 금전 등과 구분됨이 명백한 예외적인 경우에는 절도 피해자에 대한 관계에서 그 금전이 절도범인 타인의 재물이라고 할 수 없다[9]

## 비슷한 범죄
- 강도
- 협박
- 폭행
- 뇌물죄
- 사기죄

## 참고문헌
- 김경락(Kim  Kyung Rak). "공갈죄와 뇌물수수죄의 성립관계." 한국부패학회보 26.2 (2021): 165-181.
- 서보학(Suh  Bo-Hack). "전속협력업체 납품중단에 대한 공갈죄 의율의 문제점과 개선방안." 경희법학 54.1 (2019): 3-35.
- 김태수. "공갈죄에서 처분행위가 피해자 승낙인지 여부." 법학논문집 42.2 (2018): 67-85.
- 김종수. "공갈죄(恐喝罪)와 수뢰죄(收賂罪) 및 증뢰물전달죄(贈賂物傳達罪) 강간치사죄(强姦致死罪)." 사법행정 4.10 (1963): 53-55.
- 이정원. "[제2장 「개인적 법익에 대한 죄」분야] Ⅸ. 사기와 공갈의 죄 규정의 개정방안." 형사정책연구원 연구총서 -.- (2009): 301-322.
- 장동환. "지역별 노동조합이 개별 사업장을 상대로 단체교섭을 요구하여 노조전임비를 수령한 사실과 형법상공갈죄와의 관련성." 인권과 정의 -.333 (2004): 151-163.
- 김정환(Kim Jong-Hwan). "공갈죄의 본질과 공갈의 해석." 형사법연구 20.2 (2008): 111-128.
- 이지원 ( Ji Won Lee ),and 이재혁 ( Jae Hyuk Lee ). "공갈죄의 처분의사와 관련한 제문제 검토." 국제법무 5.2 (2013): 157-176.
- 이주원 ( Joo Won Rhee ). "공갈죄에서 친족특례의 적용." 안암 법학 0.47 (2015): 301-336.
- 손해목. "공갈죄(恐喝罪)와 수뢰죄(收賂罪)." 사법행정 5.2 (1964): 71-73.
- 정창운. "강도죄(强盜罪)와 공갈죄(恐喝罪)." 사법행정 5.7 (1964): 71-72.
- 편집부(편집자). "[형법] 공갈죄와 특수강도죄의 성립 여부 등." 고시계 70.3 (2025): 86-92.
- 이규호. "사기죄와 공갈죄의 행위비교." 사법행정 58.6 (2017): 23-31.
- 장영민. "권리행사와 공갈죄의 성부." 刑事判例硏究 4.- (1996): 396-406.
- 허일태. "권리행사의 빙자와 공갈죄의 성립여부." 형사법연구 17.- (2002): 151-166.
- 이정원 ( Jeong Weon Lee ). "사기와 공갈의 죄 규정의 개정 연구." 영남법학 0.29 (2009): 311-336.
- 노호창. "노조원의 채용요구 등에 대한 공갈 · 협박죄 등 적용의 타당성." 노동법학 0.59 (2016): 140-144.